# Alluwamna
Alluwamna war ein hethitischer Großkönig, der nach der mittleren Chronologie an der Wende des 16. zum 15. Jahrhundert v. Chr. regiert hat.
Alluwamna war der Schwiegersohn des Großkönigs Telipinu und wurde von diesem zu seinem Nachfolger ernannt. Die Umstände der Thronfolge sind unsicher. Wahrscheinlich hatte Taḫurwaili nach dem Tod Telipinus den Thron usurpiert und wurde später von Alluwamna gestürzt. Allerdings könnte auch Alluwamna zuerst König geworden und von Taḫurwaili beseitigt worden sein.
Alluwamna und seine Frau Ḫarapšili wurde für eine unbestimmte Zeit nach Mallidaškuriya verbannt.
Nach einer Urkunde wurde sein Sohn Ḫantili II. nach ihm Großkönig.